# Påskkyckling

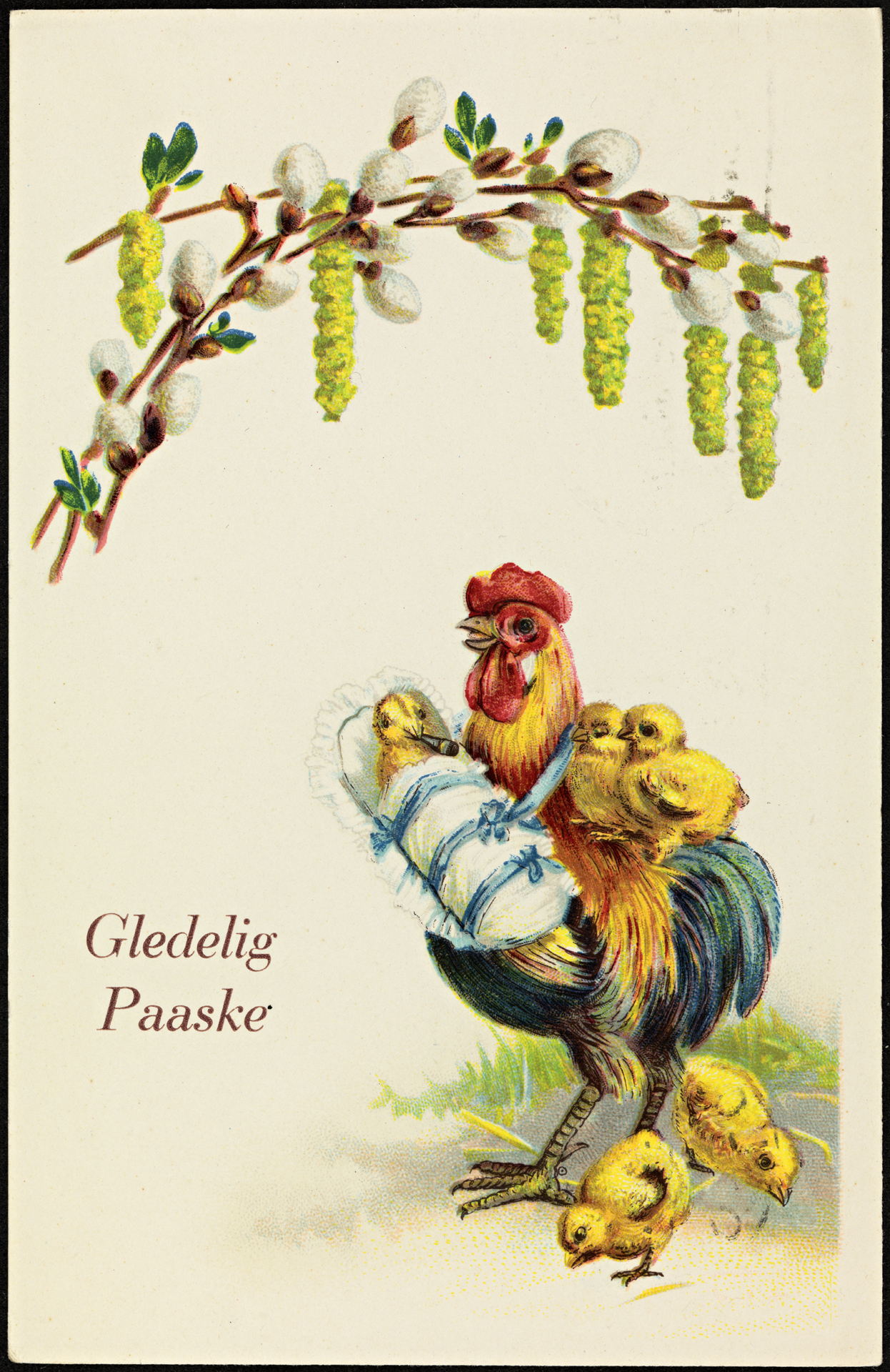
En tupp och kycklingar på ett norskt påskkort från 1928.

Påskkyckling är en kyckling som används som symbol för påsken. Såväl kycklingar, hönor som tuppar används kring påsk för olika utsmyckningar. Påskkycklingar förekommer även i påskpyssel.
Påskkycklingar kommer av påsktuppen som var en kristen symbol. I Sverige fick påsktuppen ett starkare fäste än påskharen. Påskkycklingar finns avbildade på påskkort från början av 1900-talet. De färgade fjädrarna som ibland används i påskris i Sverige och Finland förekom vid tiden men blev vanliga i påskriset först under 1930-talet. Det är inte känt varifrån påskens gula färg kommer. Kanske från kycklingar, men kanske mer sannolikt från solen enligt folktron eller ägget som symbol för uppståndelse. Det kan ha varit bidragande till traditionen med påskfjädrar i ris.
Kyckling är ingen traditionell påskmat i Norden, utan snarare lamm som är en influens från den judiska påsktraditionen.